# Халилова, Солмаз Муса кызы
Солмаз Муса кызы Халилова (азерб. Solmaz Musa qızı Xəlilova; род. 1942, Астаринский район, Азербайджанская ССР) — советская азербайджанская электромонтажница. Народный депутат СССР (1989—1991).

## Биография
Родилась в 1942 году в селе Пенсар Астаринского района Азербайджанской ССР.
В 1962 году окончила училище, к 1990 году окончила Высшую партийную школу при ЦК Компартии Азербайджана.
В 1959 году, окончив среднюю школу в родном селе, отправилась на учебу в город Баку, в 1960—62 годах параллельно работала водителем хлопкоуборочной машины в хозяйствах республики. С 1962 года — слесарь-электромонтажница завода низковольтной аппаратуры «Бакэлектроавтомат», позже — бригадир слесарей-электромонтажников на этом же заводе. Достигала высоких показателей производительности труда при выполнении производственных планов десятой (1976—1980), одиннадцатой (1981—1985) и двенадцатой (1986—1990) пятилеток. План десятой пятилетки выполнила досрочно, за 1978 год выполнила пять годовых заданий, уже в декабре 1978 года выполняла производственные задания 1981 года.
Активно участвовала в общественно-политической жизни республики и Советского Союза. Член КПСС с 1964 года, делегат XXVII съезда КПСС (1986), XXX, XXXI и XXXII съездов КП Азербайджана, член ЦК Компартии Азербайджана (1981—1991). Дважды избиралась депутатом Азизбековского районного и Бакинского городского Советов народных депутатов. В 1980 году избрана депутатом Верховного Совета Азербайджанской ССР 10-го созыва от Шувелянского избирательного округа № 5, в 1985 году — депутатом Верховного Совета Азербайджанской ССР 11-го созыва от Баилского округа № 4, в 1989 году избрана народным депутатом СССР от женских советов, объединяемых Комитетом советских женщин. 
Проживает в городе Баку.